# Seseria
Seseria is een geslacht van vlinders van de familie dikkopjes (Hesperiidae), uit de onderfamilie Pyrginae.

## Soorten
- S. affinis (Druce, 1873)
- S. dohertyi (Watson, 1893)
- S. formosana (Fruhstorfer, 1909)
- S. sambara (Moore, 1865)
- S. sesame Evans, 1949
- S. strigata (Evans, 1926)